# Stretava
Stretava – wieś (obec) na Słowacji położona w kraju koszyckim, w powiecie Michalovce. Pierwsze wzmianki o miejscowości pochodzą z roku 1266. 
Według danych z dnia 31 grudnia 2012, wieś zamieszkiwało 645 osób, w tym 331 kobiet i 314 mężczyzn.
W 2001 roku rozkład populacji względem narodowości i przynależności etnicznej wyglądał następująco:
- Słowacy – 95,36%
- Czesi – 1,28%
- Romowie – 2,56%
- Ukraińcy – 0,16%
- Węgrzy – 0,16%

Ze względu na wyznawaną religię struktura mieszkańców kształtowała się w 2001 roku następująco:
- Katolicy rzymscy – 29,92%
- Grekokatolicy – 12,16%
- Ewangelicy – 0,8%[a]
- Prawosławni – 0,96%
- Ateiści – 6,08%
- Nie podano – 1,28%